# Partido Laborista de Estonia
El Partido Laborista de Estonia (en estonio: Eesti Tööerakond, ETE) fue un partido político de Estonia. Se formó en 1919 mediante la fusión del Partido Radical Socialista y el Partido Social-Trabajador, y desapareció en 1932, cuando se fusionó con otros partidos centristas para formar el Partido Nacional de Centro. Formó parte de coaliciones gubernamentales entre 1919 y 1925, y de nuevo entre 1927 y 1931.

## Historia
El ETE tuvo sus raíces en el Partido Radical Socialista de Estonia y el Partido Social Laborista, ambos fundados en 1917. Ambos partidos colaboraron estrechamente y fueron conocidos colectivamente como los "Laboristas". Ambos partidos obtuvieron escaños en las elecciones a la Asamblea Provincial de Estonia más tarde ese mismo año, y juntos constituyeron la segunda facción más grande de la Asamblea. En noviembre de 1917, los Laboristas obtuvieron el 21% de los votos en las elecciones a la Asamblea Constituyente de Rusia. A finales de diciembre de 1917, tras el golpe de Estado bolchevique parcialmente exitoso en Estonia, los Laboristas fueron los primeros en exigir públicamente la independencia de Estonia. Para las elecciones a la Asamblea Constituyente de Estonia de 1918, su apoyo había ascendido al 30,4%.
Tras la declaración de independencia de Estonia el 24 de febrero de 1918, los laboristas formaron parte del Gobierno Provisional de Estonia, al igual que todos los partidos que apoyaban la independencia. En marzo de 1918, el líder laborista Jüri Vilms desapareció en Finlandia, donde presumiblemente fue ejecutado. Fue reemplazado por Otto Strandman, Ants Piip, Juhan Kukk, Theodor Pool y Seljamaa.
Los dos partidos se fusionaron formalmente en 1919, y obtuvieron una cuarta parte de los escaños en las elecciones a la Asamblea Constituyente de 1919, con Strandman al frente del gobierno formado el 8 de mayo de 1919. El partido ganó las elecciones parlamentarias de 1920 con 22 de los 100 escaños del Riigikogu. Quedó tercero en las elecciones de 1923 y cuarto en las de 1926 y 1929.
En enero de 1932, el partido se fusionó con el Partido Nacionalista Unido (una fusión en octubre de 1931 del Partido Popular Estonio y el Partido Popular Cristiano) para formar el Partido Nacional de Centro.

## Ideología
Tras su fundación, el Partido Laborista apoyó una reforma social y agraria no revolucionaria. En la Asamblea Constituyente, influyó en la redacción de la reforma agraria radical y la Constitución de 1920. Aunque socialista durante sus primeros años, el partido se desplazó gradualmente hacia el centro político. Defendió la separación de la Iglesia y el Estado.
El partido contó con el apoyo de artesanos, funcionarios, intelectuales, pequeños terratenientes y la clase trabajadora no socialista.

## Resultados electorales
Los resultados electorales antes de su disolución fueron los siguientes:
| Elección | Votos   | %     | Escaños | +/–   | Posición |
| -------- | ------- | ----- | ------- | ----- | -------- |
| 1919     | 114.879 | 25,09 | 30/120  | Nuevo | 2.º      |
| 1920     | 99.030  | 21,02 | 22/100  | 8     | 1.º      |
| 1923     | 51.674  | 11,23 | 12/100  | 10    | 3.º      |
| 1926     | 64.648  | 12,35 | 13/100  | 1     | 4.º      |
| 1929     | 51.527  | 10,20 | 10/100  | 3     | 4.º      |